# Pieter Valkhoff

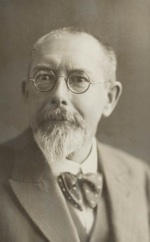
Pieter Valkhoff

Pieter Valkhoff (* 26. Dezember 1875 in Heerenveen; † 10. März 1942 in Hilversum) war ein niederländischer Autor und Romanist.

## Leben und Werk
Piet Valkhoff war Französischlehrer in Kampen, Zwolle und Hilversum und von 1917 bis 1922 Herausgeber der Zeitschrift Fransche kunst. Bibliothek van Fransche letterkunde. 1918 wurde er Ehrendoktor der Universität Groningen und Privatdozent. Ab 1924 war er an der Universität Utrecht außerordentlicher Professor für Französisch, bis 1937 gleichzeitig Lehrer in Hilversum.
Unter dem Pseudonym L. de Rooy van Heerlen publizierte Valkhoff die Prosabände Droomliefde (Erzählungen, Amersfoort 1902) und Het Liefdeleven van Leo Trelong (Roman, Amersfoort 1905).
Valkhoff war Mitglied der Koninklijke Vlaamse Academie van België voor Wetenschappen en Kunsten (KVAB) und Ritter der Ehrenlegion.
Piet Valkhoff war der Sohn von Johan Nicolaas Valkhoff und der Vater von Marius François Valkhoff.

## Weitere Werke
- (Bearbeiter) Johann Nicolaas Valkhoff, Nouveau dictionnaire français-néerlandais, néerlandais-français, 2. Auflage, Groningen 1902-1904 (676+627 Seiten)
- (mit J. Bitter) Précis de l'histoire de la littérature française, Zwolle 1910, 8. Auflage 1928
- De Franse geest in Frankrijks letterkunde, Leiden 1917
- Over Frankrijk's letterkunde, Amersfoort  1924
- (Hrsg.) Charles d’Orléans, Chansons, Blaricum 1932
- Huit siècles de littérature française, Zwolle 1935; bearb. Von Marius François Valkhoff, Zwolle 1948
- Ontmoetingen tussen Nederland en Frankrijk, hrsg. von B.M. Boerebach und Marius Valkhoff, 's-Gravenhage 1943